# トロスティアネッツの戦い
トロスティアネッツの戦い（トロスティアネッツのたたかい）は、2022年ロシアのウクライナ侵攻中の軍事交戦である。スームィ州オフティルカ地区トロスティアネッツは、ウクライナ北東部攻勢の一環として、2月下旬にロシア軍に攻撃された。同市は1か月余りロシア軍に占領された後、3月下旬にウクライナ軍に奪還された。

## 戦闘経過

### ロシアの攻撃
トロスティアネッツは、侵攻初日の2月24日に攻撃された。ウクライナ領土防衛隊は、町への主要ルート上に木を切り倒し、ロシアの前進を遅らせた。戦闘後、トロスティアネッツは2022年3月1日にロシア軍に占領された。ロシア軍本部は町の主要鉄道駅に設立された。3月中旬、ロシア軍の一部はロシアが支援する分離主義勢力と交代した。
約800人のロシア軍が街を占領した。占領中、ウクライナ国家警察の警察官は身分を隠して市内に留まり、この地域で活動している地元の民間人とパルチザン軍の両方を支援した。ウクライナ軍は都市の南にある橋を破壊し、ウクライナの奥深くまで進軍しようとするロシア軍を失速させた。近くの村に退避したトロスティアネッツ市長のユーリ・ボーヴァは、トロスティアネッツに留まらないという彼の決定に対していくばくかの批判を受けたが、ボーヴァはロシア軍陣地への砲撃を含むウクライナのレジスタンス活動の調整を続けた。3月初旬からロシア軍による民間人の処刑の報告がされ始めた。

### ウクライナの反撃
ウクライナは3月23日に反撃を開始し、3月26日までに同市を奪還した。戦闘中、市の病院は砲撃され、住民はロシア軍を非難した。都市郊外周辺での戦闘と砲撃の後、ウクライナ軍が到着する前に、ロシア軍の大部分は一晩で撤退した。AFPのレポートでは、破壊されたか損傷した戦車と装甲車両が「1ダース」分あると報じている。ニューヨーク・タイムズは、ウクライナが都市を奪還するまでに食糧が不足していたと報じた。

## 余波
戦闘終結後、スームィ州知事のドミトロ・ジビツキーは、町の一部では地雷が埋まったままであり、人道援助の流入が手配されていると述べた。ボーヴァ市長は、少なくとも50人の民間人がロシアの占領者によって殺害されたと述べた。
トロスティアネッツの占領後にロシア兵が町中に仕掛けた罠により、7人の民間人が死亡し、少なくとも2人が負傷した。